# جفرسونویل (ایندیانا)
جفرسونویل، ایندیانا (به انگلیسی: Jeffersonville, Indiana) یک شهر در ایالات متحده آمریکا با جمعیت ۴۴٬۹۵۳ نفر است که در ایندیانا واقع شده‌است.

## موقعیت جغرافیایی
موقعیت جغرافیایی شهرها و مناطق اطراف به شرح زیر است: